# Iveco 471

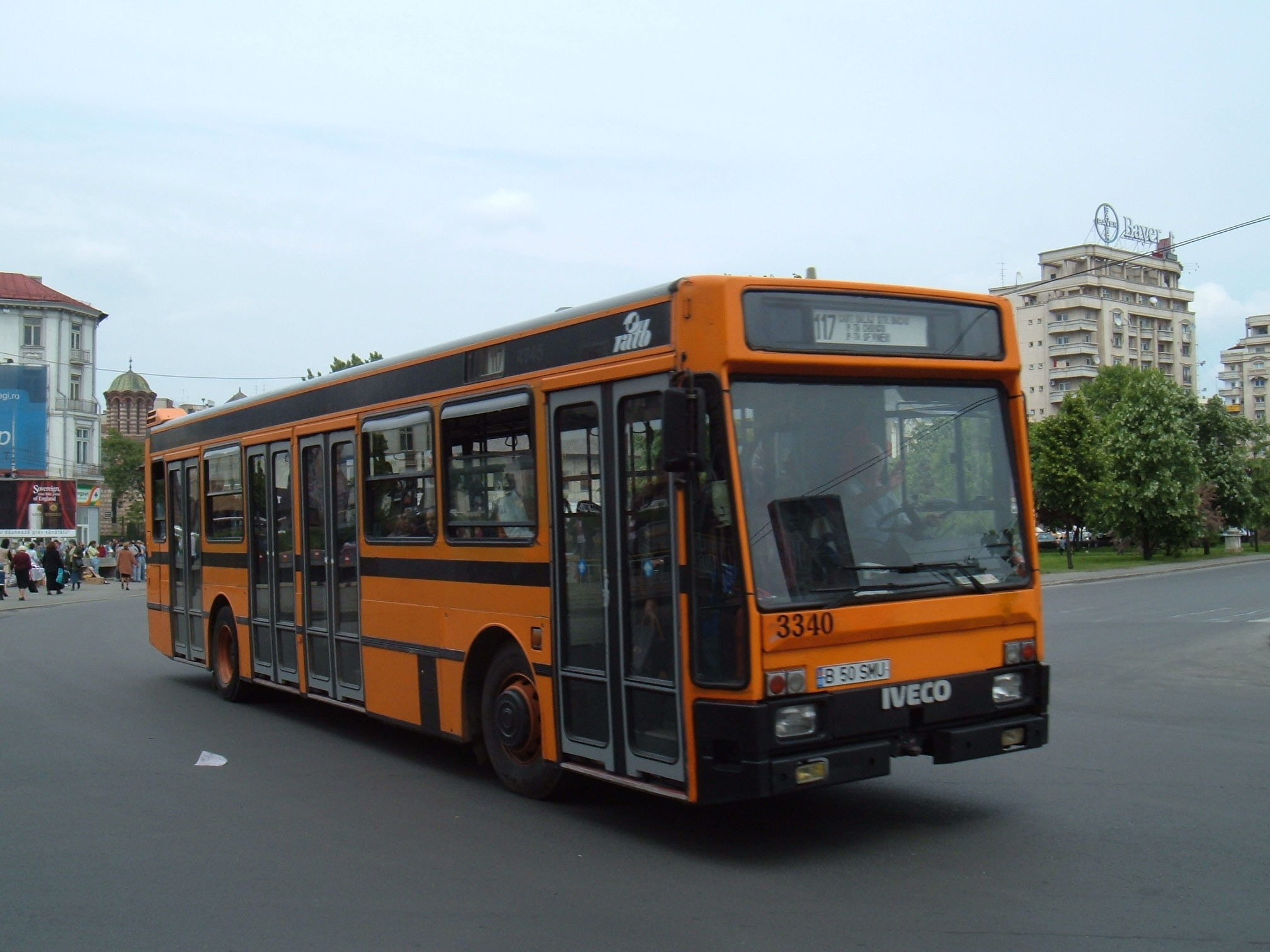
Iveco 471 U-EffeUno à Bucarest

L'Iveco 471 U-EffeUno est un modèle d'autobus fabriqué en  Italie entre 1984 et 1990, réalisé en trois différents aménagements comme d'usage depuis toujours chez Fiat V.I. puis Iveco :
- Urbain, Iveco 471 U-EffeUno,
- Suburbain, Iveco 571 S-EffeUno,
- Interurbain, Iveco 671 I-EffeUno.

## Caractéristiques
Selon le code de la route italien en vigueur à cette époque, les véhicules sortaient d'usine dans leur teinte règlementaire :
- orange pour les modèles urbains Iveco 471 et suburbain 571,
- bleu ciel pour les interurbains Iveco 671.

Ce n'est qu'après 1990 que les véhicules des services de transport publics municipaux italiens ont pu adopter des couleurs différentes.

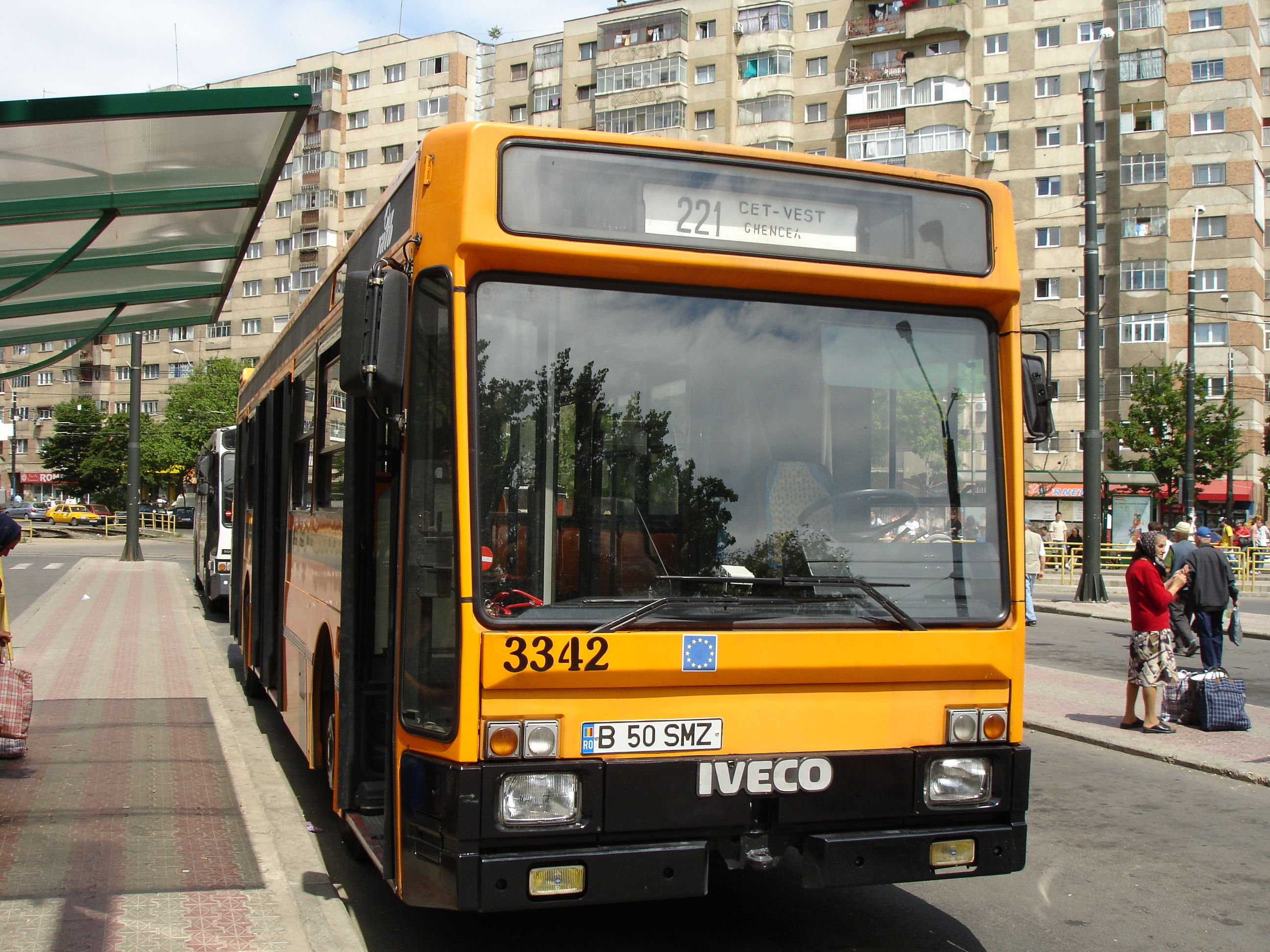
Iveco 471 U-EffeUno à Bucarest

Le modèle qui a été présenté à l'origine sous le label Fiat, puis IVECO à partir de 1985, est reconnaissable à son énorme pare-brise rectangulaire et très légèrement incliné ainsi qu'à la partie vitrée trapézoïdale à côté du poste de conduite. Il est équipé des moteurs très robustes et souples diesel Fiat 8220.12 de 9 572 cm3 développant 204 cv pour les versions standard et le même moteur avec turbo compresseur de 240 cv pour les versions articulées.
Ce bus urbain est un des tout  premiers au monde à recevoir un plancher bas. C'est l'Iveco 480 TurboCityR qui recevra le premier plancher réellement surbaissé sur toute sa surface.

## Les différentes versions

### Autobus diesel
Tous les carrossiers italiens spécialisés, vu le très grand intérêt qu'a suscité l'Iveco 471 U-EffeUno, ont proposé leur propre type de carrosserie et d'aménagement afin de satisfaire au mieux toutes les demandes spécifiques des sociétés de transport.
La version longue de 12 mètres a été la plus demandée ; mais la variante courte de 10,50 mètres était bien adaptée aux villes de moindre importance - moins de 100.000 habitants - et à celles qui avaient des centres historiques à rues étroites. La version articulée de 18 mètres connut un gros succès dans les grandes métropoles de Milan, Naples, Turin mais pas à Rome.
Liste des carrossiers italiens ayant présenté et commercialisé des versions spéciales du Fiat Iveco 471 U-EffeUno :
- Macchi de Varèse
- Viberti de Turin
- Portesi de Brescia
- Mauri de Brescia

L'IVECO 471 U-EffeUno sera remplacé en 1989 par le modèle Iveco 480 TurboCity.

### Trolleybus électrique
Fiat-Iveco Bus a présenté en 1985 un prototype de trolleybus Iveco Viberti 2471.12, qui sera commandé en grande quantité par l'ATM de Milan, avec un équipement électrique de traction Ansaldo.
Une autre version commercialisée par la société Socimi, réalisée en 14 exemplaires à partir du châssis Iveco 491 et appelée Socimi 8833 a été construite spécifiquement pour la régie des transports urbains de la ville de Modène avec un équipement électrique de traction Marelli sous 600V en 1991.

## Diffusion
Rares sont les sociétés italiennes de transport public qui n'ont pas compté au moins un exemplaire du Fiat-Iveco 471 U-EffeUno dans leur parc véhicules. La plus importante flotte étant recensée à l'ATM de Rome avec 512 exemplaires, suivent Milan et Turin avec plus de 400 exemplaires chacune.
On trouve à partir des années 2000 une grande partie des flottes italiennes en circulation dans les pays de l'Est et en Afrique. C'est en Roumanie que les modèles Fiat-Iveco sont le plus réutilisés, depuis le 471 U-EffeUno ainsi que tous les modèles qui ont suivi.

## Curiosité
Au milieu des années 1980 l'ATAC de Rome a testé un bus articulé U-EffeUno no 9007 de l'AMT de Gènes sur la ligne 93, entre le quartier EUR et la gare de Termini. Cette première tentative ne connut pas le résultat escompté et il fallut attendre 1997 pour que la capitale italienne se dote de ses premiers bus articulés avec une commande de 400 Iveco 491 Cityclass.